# قول میدم (ترانه ریدیوهد)
"قول میدم" (به انگلیسی: I Promise) تک آهنگی از گروه راک انگلیسی ریدیوهد است، که برای آلبوم سوم آنها یعنی اوکی کامپیوتر ضبط شده بود. ریدیوهد احساس کرد که این آهنگ به اندازه کافی قوی نبود که در آن زمان منتشر شود. به همین علت آن را در سال ۲۰۱۷، در نسخه جدید اوکی کامپیوتر به اسم اوکی‌نات‌اوکی ۱۹۹۷–۲۰۱۷ منتشر کرد و آن را به همراه یک موزیک ویدیو برای دانلود قرارداد.

## موزیک ویدیو
موزیک ویدیوی «قول میدم» توسط مایکل مارزاک کارگردانی شد که قبلاً یک آلبوم ویدئویی برای نهمین آلبوم ریدیوهد یعنی یک استخر ماه شکل (۲۰۱۶) و ویدیوهای «مردم زیبا» توسط مارک پریچهارد از تام یورک تهیه کرده بود. این موزیک ویدیو، یک سفر اتوبوس شبانه را از سمت ورشو، با یک مسافر به عنوان سرنشین رباتی نشان می‌دهد. رابین هیلتون از ان‌پی‌آر ویدیو را به عنوان مرجعی برای انزوا و «خسته کننده» در طول فعالیت تام یورک در تور اوکی کامپیوتر تفسیر کرد.

## عوامل

### ریدیوهد
- کالین گرینوود
- جانی گرینوود
- اد اوبراین
- فیلیپ سلوی
- تام یورک

### دیگر عوامل
- کریس بلر - مسترینگ
- استنلی داونوود - تصاویر
- نایجل گادرک - تهیه کنندگی، مهندسی
- نیک اینگمان - رهبری
- جیم وارن - تهیه کنندگی، مهندسی